# Piasty Małe
Piasty Małe (niem. Klein Peisten) – dawna osada (lub wieś) w Polsce, położona w województwie warmińsko-mazurskim, w powiecie bartoszyckim, w gminie Górowo Iławeckie.
Był to folwark majątku ziemskiego Piasty Wielkie. Do 1945 roku nosił nazwę Klein Peisten. W spisie z 1983 r. osada była administracyjnie częścią wsi Piasty Wielkie.
W latach 1975–1998 miejscowość należała administracyjnie do województwa olsztyńskiego.
Obecnie w miejscowości brak jest zabudowy.